# Поток (Стража)
Поток (словен. Potok) је насељено место у општини Стража, регија Југоисточна Словенија, Словенија.

## Историја
До територијалне реорганизације у Словенији био је у саставу старе општине Ново Место.

## Становништво
У попису становништва из 2011. године, Поток је имао 251 становника.
| Број становника према пописима | Број становника према пописима | Број становника према пописима |
| ------------------------------ | ------------------------------ | ------------------------------ |
| 1991                           | 2002                           | 2011                           |
| 180                            | 211                            | 251                            |

Напомена: Од 1953. до 1987. године исказивано под називом Поток при Горењи Стражи. Године 1987. повећано за део насеља Сребрниче (Ново Место).